# Benin ai Giochi della XXXII Olimpiade
Il Benin ha partecipato ai Giochi della XXXII Olimpiade, che si sono svolti a Tokyo, Giappone, dal 23 luglio all'8 agosto 2021 (inizialmente previsti dal 24 luglio al 9 agosto 2020 ma posticipati per la pandemia di COVID-19) con una delegazione di 7 atleti in 4 discipline. Portabandiera alla cerimonia di apertura sono stati il canottiere Privel Hinkati e la multiplista Odile Ahouanwanou.

## Delegazione
| Sport            | Uomini | Donne | Totale |
| ---------------- | ------ | ----- | ------ |
| Atletica leggera | 1      | 2     | 3      |
| Canottaggio      | 1      | -     | 1      |
| Judo             | 1      | -     | 1      |
| Nuoto            | 1      | 1     | 2      |
| Totale           | 4      | 3     | 7      |

## Risultati

### Atletica leggera
| Q | Qualificato al turno successivo per la posizione in qualificazione                                                           |
| q | Qualificato per il turno successivo per ripescaggio o, negli eventi su campo, conquistando la misura minima per qualificarsi |

Maschile
Eventi su pista e strada
| Atleta      | Evento      | Batteria  | Batteria  | Semifinale      | Semifinale      | Finale          | Finale          |
| Atleta      | Evento      | Risultato | Posizione | Risultato       | Posizione       | Risultato       | Posizione       |
| ----------- | ----------- | --------- | --------- | --------------- | --------------- | --------------- | --------------- |
| Didier Kiki | 100 m piani | 10"69 PB  | 6º        | non qualificato | non qualificato | non qualificato | non qualificato |

Femminile
Eventi su pista e strada
| Atleta        | Evento          | Batteria  | Batteria  | Semifinale | Semifinale | Finale          | Finale          |
| Atleta        | Evento          | Risultato | Posizione | Risultato  | Posizione  | Risultato       | Posizione       |
| ------------- | --------------- | --------- | --------- | ---------- | ---------- | --------------- | --------------- |
| Noélie Yarigo | 800 metri piani | 1'59"83   | 2ª Q      | 2'01"41    | 7ª         | non qualificata | non qualificata |

Eventi multipli
| Atleta            | Evento    | 100 ost.   | Alto     | Peso      | 200 m        | Lungo    | Giav.     | 800 m       | Punteggio totale | Pos. |
| ----------------- | --------- | ---------- | -------- | --------- | ------------ | -------- | --------- | ----------- | ---------------- | ---- |
| Odile Ahouanwanou | Eptathlon | 13"31 1078 | 1,74 903 | 15,45 891 | 23"85 SB 995 | 6,07 871 | 43,96 743 | 2'29"05 705 | 6186             | 15ª  |

### Canottaggio
| Atleta         | Evento           | Batteria | Batteria  | Quarti di finale | Quarti di finale | Semifinali | Semifinali | Finale  | Finale    |
| Atleta         | Evento           | Tempo    | Posizione | Tempo            | Posizione        | Tempo      | Posizione  | Tempo   | Posizione |
| -------------- | ---------------- | -------- | --------- | ---------------- | ---------------- | ---------- | ---------- | ------- | --------- |
| Privel Hinkati | Singolo maschile | 7'40"87  | 5º R      | 7'55"93          | 3º SE/F          | 7'49"46    | 2º FE      | 7'38"58 | 27º       |

### Judo
| Atleta             | Evento         | 16-esimi                          | Ottavi               | Quarti               | Semifinali           | Ripescaggio          | Med. bronzo          | Finale               | Posizione       |
| Atleta             | Evento         | Avversario Risultato              | Avversario Risultato | Avversario Risultato | Avversario Risultato | Avversario Risultato | Avversario Risultato | Avversario Risultato | Posizione       |
| ------------------ | -------------- | --------------------------------- | -------------------- | -------------------- | -------------------- | -------------------- | -------------------- | -------------------- | --------------- |
| Celtus Dossou Yovo | 90 kg maschile | M. Igol'nikov (ROC) P (0000-0010) | non qualificato      | non qualificato      | non qualificato      | non qualificato      | non qualificato      | non qualificato      | non qualificato |

### Nuoto
| Atleta          | Evento                      | Batterie | Batterie  | Semifinali      | Semifinali      | Finale          | Finale          |
| Atleta          | Evento                      | Tempo    | Posizione | Tempo           | Posizione       | Tempo           | Posizione       |
| --------------- | --------------------------- | -------- | --------- | --------------- | --------------- | --------------- | --------------- |
| Marc Dansou     | 50 m stile libero maschili  | 24"99    | 53º       | non qualificato | non qualificato | non qualificato | non qualificato |
| Nafissath Radji | 50 m stile libero femminili | 29"99    | 69ª       | non qualificata | non qualificata | non qualificata | non qualificata |